# Richard Domba Mady
Richard Domba Mady (Aba, 10 de janeiro de 1953 - Kinshasa, 3 de julho de 2021) foi um clérigo congolês e bispo católico romano de Doruma-Dungu.
Richard Domba Mady recebeu o Sacramento da Ordem em 14 de setembro de 1980.
Em 14 de março de 1994, o Papa João Paulo II o nomeou Bispo de Doruma-Dungu. O Arcebispo de Kisangani, Laurent Monsengwo Pasinya, consagrou-o em 31 de julho do mesmo ano na Catedral dos Santos Mártires de l'Ouganda em Dungu; Co-consagrantes foram o Bispo de Goma, Faustin Ngabu, e o Núncio Apostólico na República Democrática do Congo, Arcebispo Faustino Sainz Muñoz. Seu lema era Fide et caritate ("Através da fé e do amor"). 
Richard Domba Mady também foi Administrador Apostólico de Bondo de 1º de outubro de 2005 a 18 de março de 2008.